# Accidente en San Rafael de 2017

Ruta nacional 144

El accidente en San Rafael fue un siniestro vial sucedido el domingo 25 de junio de 2017 en inmediaciones de la ciudad de San Rafael, provincia de Mendoza, Argentina, cuando 15 alumnos de la academia de baile Soul Dance de la ciudad de Grand Bourg murieron regresando de un viaje a Las Leñas debido a que el micro en el que se trasladaban, volcó en la Ruta Nacional 144, en las afueras de San Rafael.
Los pasajeros, cerca de 53, eran niños de entre 8 y 15 años, con sus acompañantes mayores que volvían de una excursión a Las Leñas.
El chofer del micro habría intentado pasar dos camiones juntos, conduciendo de Malargüe a San Rafael en un sector con curvas y bajadas que deben tomarse con precaución ya que hubo varios accidentes.

## Reacciones
Estoy conmocionado por el trágico accidente en San Rafael. Acompaño el dolor de sus familias y amigos. Estamos a disposición de las autoridades de la provincia para asistir en lo que sea necesario.
Mauricio Macri a través de su cuenta de Twitter.

- El municipio de Malvinas Argentinas, de donde eran las víctimas, informó a través de un comunicado firmado por el intendente Leonardo Nardini que «Luego de contactarse con las familias, se dispuso la movilidad correspondiente desde la puerta del Palacio Municipal para acudir al Aeropuerto Internacional de Ezeiza y en avión trasladarse a la provincia de Mendoza»[5]

- El gobierno nacional decretó dos días de duelo nacional por el accidente.[6]

- En memoria de las víctimas, al lugar del siniestro, en la Cuesta de los Terneros, se le impuso el nombre de «Curva de los Ángeles».[7]